# Arash (drone)
Le Arash, Arash 2 est une munition rôdeuse iranienne (drone suicide) à longue portée, il peut également être décrit comme un missile de croisière car sa capacité à "roder" n'a pas encore été démontrée. Dévoilé au public en septembre 2019 il serait en service dans la République islamique d'Iran depuis 2020. On sait très peu de choses à son sujet et le peu d'informations qui circulent viennent principalement de sources iraniennes et israéliennes.

## Description
Il aurait une portée de frappe de 2 000 km avec un plafond de vol de 5 000 m, une vitesse entre 300-500 km/h et transporterait une ogive de 150 kg. En termes de portée il se place à peu près dans la même catégorie que les drones Shahed 136 mais celui-ci dispose d'une vitesse presque deux fois plus importante ce qui le rend moins vulnérable à la défense aérienne ainsi que d'une ogive de 150 kg presque trois fois supérieure au Shahed. Il a été développé pour pouvoir frapper une variété de cibles stratégiques loin des frontières iraniennes comme des infrastructures militaires (centre de commandement, dépôt de munitions, base aérienne...), civiles (centrale électrique, raffineries...). Il a également été conçu pour une utilisation tactique en frappant des convois militaires, des navires, des systèmes d'artillerie. Selon les Iraniens il aurait également des capacités anti-radiation, c'est-à-dire la capacité de détecter et frapper des radars ou défense aérienne ennemis.
Le drone utilise un système de décollage RATO (décollage assisté par fusée), une fois le booster à court de carburant un moteur à hélices en mode "poussé" prend le relai pour amener le drone jusqu'à sa cible,.
L'Arash a une apparence qui le distingue des autres drones iraniens comme le Shahed-136. Il a une cellule allongée et fuselée avec des ailes droites et larges, montées en position médiane sur le fuselage. Il ne dispose pas de caméras sur les modèles présentés au public, mais les Iraniens affirment que certains modèles disposent d'un système de caméras. 
Visuellement et dans la doctrine générale d'utilisation du drone, il est assez similaire au V1 allemand de la Seconde Guerre mondiale. Une arme bon marché avec une trajectoire fixe et préprogrammée avec une capacité de frappe à longue portée.

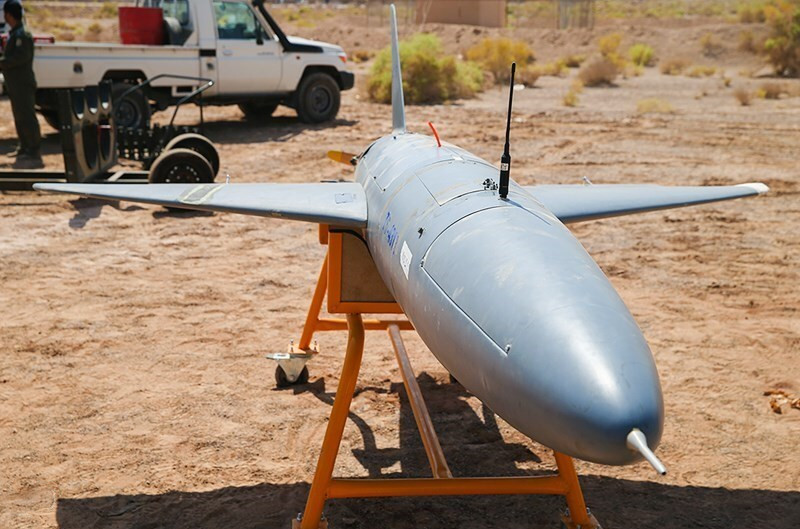